# Montcoy
Montcoy település Franciaországban, Saône-et-Loire megyében. Lakosainak száma 241 fő (2022. január 1.). Montcoy Damerey, L’Abergement-Sainte-Colombe, Allériot, Bey, Guerfand, Saint-Christophe-en-Bresse és Saint-Martin-en-Bresse községekkel határos.

## Népesség
A település népességének változása:
| Lakosok száma | 254  | 251  | 252  | 251  | 253  | 255  | 255  | 248  | 241  |
|               | 2013 | 2015 | 2016 | 2017 | 2018 | 2019 | 2020 | 2021 | 2022 |